# Saint-Vaury
Saint-Vaury este o comună în departamentul Creuse din centrul Franței. În 2009 avea o populație de 1.829 de locuitori.

## Evoluția populației
| An        | 1975  | 1982  | 1990  | 1999  | 2006  | 2009  |
| --------- | ----- | ----- | ----- | ----- | ----- | ----- |
| Populație | 2.322 | 2.265 | 2.059 | 1.829 | 1.825 | 1.829 |